# محمد استعلامی
محمّد استعلامی ادیب، مولوی‌پژوه و حافظ‌شناس در سال ۱۳۱۵ در شهر اراک به‌دنیا آمد. وی در سال ۱۳۳۷ به اخذ درجهٔ کارشناسی نایل شد؛ وی سپس تحصیلات خود را تا مقطع دکتری، در دانشگاه تهران ادامه داد. او با تصحیح تذکرة الاولیا عطار نیشابوری به شهرت رسید. او همچنین در هفت جلد شرحی بر مثنوی مولوی نوشت که در سال ۱۳۶۴، جایزهٔ بهترین کتاب سال را از آن خود کرد. درس حافظ در دو جلد شرحی بر غزلیات حافظ شیرازی است. 
او در سال ۱۳۴۳ در گروه ادبیات فارسی دانشگاه تهران و دانشسرای عالی به عنوان مدرس استخدام شد و در سال ۱۳۵۶ بازنشسته گردید. پس از آن در تابستان ۱۳۶۱ برای تکمیل مطالعات و تحقیقات خود به سفرهای طولانی در هند، آمریکا و کانادا پرداخت و تا سال ۱۳۷۴ به تدریس در مرکز مطالعات اسلامی و دانشگاه مک‌گیل مشغول بوده است. استعلامی از شاگردان شاخص بدیع‌الزمان فروزانفر به شمار می‌رود که از بدو ورود به دانشگاه تهران تا زمان مرگ فروزانفر حشر و نشر فراوانی با وی داشت و برخی از درس‌های او را تقریر کرد که از جمله آنها تقریرات وی از قصاید خاقانی است که در دو جلد با شرح و اضافات خود استعلامی از سوی انتشارات زوار منتشر شده است.